# Viljo Erkamo
Viljo Unto Kalervo Erkamo (till 1933 Berkan), född 24 januari 1912 i Viborg, död 1990, var en finländsk botaniker. 
Erkamo blev student 1931, filosofie kandidat 1941 samt filosofie licentiat och doktor i Helsingfors 1956. Han var föreståndare för Helsingfors universitets botaniska arkiv från 1943, assistent i botanik 1958–1963, docent 1956–1963 samt biträdande professor och föreståndare för botaniska institutionen 1963–1975. Han var sekreterare i Finska naturskyddsföreningen och redaktör för Suomen Luonnon 1950–1956. 
Erkamo studerade klimatets inverkan på växterna och publicerade många arbeten om kärlväxter. Av hans skrifter kan nämnas Untersuchungen über die pflanzenbiologischen und einige andere Folgeerscheinungen der neuzeitlichen Klimaschwankung in Finnland (akademisk avhandling, 1956) och Bibliographia Botanica Fenniae 1901–1950 (tillsammans med Runar Collander och Pirkko Lehtonen, 1973).